# Carità (Matsys)
La Carità è un dipinto olio su tavola realizzato fra il 1549 e il 1550 dal pittore anversano Jan Massijs e conservato ai Musei di Strada Nuova a Genova.

## Storia e Descrizione
Il dipinto giunge nelle collezioni civiche grazie per legato di Odone di Savoia (1866).
Massijs dipinse questa opera durante il suo esilio (1544-1555), periodo in cui fu costretto a lasciare le Fiandre a causa delle sue simpatie per le idee luterane, viaggiando tra la Francia e varie parti d’Italia, inclusa Genova, intorno al 1549-50. La tavola affronta il tema allegorico della Carità cristiana, una delle tre virtù teologali. Seguendo la tradizione iconografica, la Carità è raffigurata come una madre che allatta un bambino tenendone altri due in grembo. I tre fanciulli rappresentano le tre virtù, suggerendo che la Carità, pur essendo una, ha una forza triplicata poiché  incorpora anche le qualità della Fede e della Speranza, concetto riportato anche dal celebre storico dell'arte Cesare Ripa.
I riferimenti ai modelli italiani sono evidenti: il paesaggio richiama lo stile leonardesco, mentre la composizione riecheggia Raffaello, Michelangelo e Correggio. L'artista fiammingo,  grazie al suo approccio dialettico, non si limita a imitare i citati maestri: l'esito finale è unico ed originale. Gli scorci paesaggistici che si aprono in profondità enfatizzano la monumentale figura principale. La statuaria sensualità della donna è stabilizzata dal rigore geometrico della composizione, basata su volumi plastici solidi, contorni precisi e una smaltata trasparenza dei colori. Gli elementi architettonici classicheggianti confermano ulteriormente l'orientamento "romanista" del pittore.
Quest'opera risulta essere un esempio straordinario della sintesi che i pittori di Anversa cercavano di realizzare a metà del Cinquecento unendo la cultura manierista romana alla tradizione fiamminga.